# Ponta Preta (udde i Kap Verde, Maio)
Ponta Preta är en udde i Kap Verde.   Den ligger i kommunen Maio, i den sydöstra delen av landet, 40 km nordost om huvudstaden Praia.
Terrängen inåt land är platt. Havet är nära Ponta Preta åt sydväst. Trakten är glest befolkad. Närmaste större samhälle är Vila do Maio, 2,5 km norr om Ponta Preta. 